# Kẽm oxide
Kẽm oxide (công thức hóa học: ZnO; trước đây, do được dùng để làm chất màu trắng nên được gọi là kẽm trắng, hay kẽm hoa là chất bột mịn sau khi ngưng tụ kẽm ở trang thái hơi). Hiện nay, kẽm trắng là thuật ngữ để chỉ ZnO điều chế bằng cách đốt cháy kẽm kim loại.

## Lịch sử
Từ lâu, người ta đã biết ZnO là một sản phẩm phụ trong quá trình luyện đồng. Người La Mã dùng nó để luyện đồng thau, làm thuốc mỡ. Các nhà giả kim còn nghĩ rằng có thể biến kẽm oxide thành vàng.
Giữa thế kỉ XIII, nhà hóa học Đức Cramer mới khám phá ra rằng đốt cháy kẽm kim loại sẽ thu được kẽm oxide. Năm 1781, tại Pháp, Courtois mới bắt đầu điều chế ZnO, nhưng mãi đến năm 1840 người ta mới áp dụng phương pháp này để sản xuất ZnO và càng ngày càng áp dụng rộng rãi do nhu cầu dùng ZnO ngày càng cao. Đó là vì người ta đã dùng kẽm oxide thay thế cho chì trắng (khi đó là tên gọi của chì(II) oxide). Kẽm oxide có ưu điểm là không độc, không bị sẫm màu trong môi trường khí.
Năm 1850, S.Wetherill (New Jersey) hoàn thành một lò nung. Trong đó có một lưới lọc được phủ bởi một hỗn hợp quặng kẽm và than. Khi đốt than, kẽm bị oxy hóa thành ZnO ở cửa ra của lò. Những lò nung này càng ngày càng được cải tiến nên bây giờ người ta không còn dùng nữa. Trong suốt nửa sau thế kỷ 19 người ta dùng ZnO trong sản xuất cao su để giảm bớt thời gian cần thiết trong quá trình lưu hóa cao su. Năm 1906, các nhà hóa học điều chế ra chất xúc tác hữu cơ đầu tiên cho phản ứng lưu hóa cao su. Phát hiện này góp phần làm tăng thêm tầm quan trọng của kẽm oxide, vì nó là một trong những hóa chất để điều chế chất xúc tác này.

## Cơ sở lý thuyết về tính màu của ZnO
Theo thuyết lượng tử, ánh sáng có tính chất hạt, ánh sáng gồm các photon có năng lượng định bởi: E = hf = hc − 1. Như vậy, vật chất hấp thu ánh sáng tương đương với phân tử hấp thu năng lượng. Theo thuyết lượng tử, electron sẽ chuyển sang trạng thái có mức năng lượng khác cao hơn. Ánh sáng trắng gồm nhiều đơn sắc, mỗi đơn sắc có bước sóng khác nhau nên có năng lượng khác nhau. Khi đơn sắc có đủ năng lượng để kích thích electron thì phân tử sẽ hấp thụ đơn sắc đó.Như vậy, hợp chất có màu do sự phối hợp các đơn sắc còn lại. Trong trường hợp của ZnO: phân tử ZnO hấp thụ ánh sáng có bước sóng thuộc vùng tử ngoại nên nó phản xạ lại các đơn sắc thuộc vùng ánh sáng thấy được, tức là ánh sáng trắng, nên ZnO có màu trắng.

## Tính chất vật lý
- Ở điều kiện thường kẽm oxide có dạng bột trắng mịn, khi nung trên 300 ℃, nó chuyển sang màu vàng (sau khi làm lạnh thì trở lại màu trắng).
- Hấp thụ tia cực tím và ánh sáng có bước sóng nhỏ hơn 366 nm.
- Khi đưa vào mạng tinh thể một lượng nhỏ kim loại hóa trị I hoặc hóa trị III thì nó trở thành chất bán dẫn. Hơi của ZnO rất độc.

## Ứng dụng
ZnO dùng để chữa viêm da, eczecma,…
ZnO cũng là một thành phần quan trọng trong các loại kem, thuốc mỡ điều trị về da như:
- Điều trị da khô, các bệnh da và nhiễm khuẩn da như vùng da bị kích ứng
- Vết bỏng nông, không rộng.
- Cháy nắng, hồng ban do bị chiếu nắng, bảo vệ da do nắng.